# Кинг (остров, Британская Колумбия)
Кинг (англ. King Island) — остров у тихоокеанского побережья канадской провинции Британская Колумбия.

## География
Остров расположен в 20 км к востоку от Белла-Белла, западнее устья реки Белла-Кула. Берега острова омываются водами проливов Дин-Канал, Берк, Фишер, Лабоучер. Острова Хантер и Калверт прикрывают остров Кинг от открытых вод залива Королевы Шарлоты. Площадь острова составляет 808 км². Длина береговой линии 236 км. Длина острова составляет 71 км, максимальная ширина — 16 км. Остров Кинг почти разделён на 3 части глубоко вклинившимися в сушу заливами. Рельеф местности представляет собой высокие холмы, которые в северной части острова переходят в горы.

## История
В 1783 году остров был назван Джорджем Ванкувером в честь капитана Джеймса Кинга, под командованием которого он служил гардемарином на корабле «Дискавери» во время третьего (и последнего) плавания капитана Джеймса Кука.